# 鎧着初
鎧着初（よろいきぞめ）、または具足始（ぐそくはじめ）は、武家の男子が13、14歳に達した時に初めて鎧（具足）を着用する儀式。『吾妻鏡』における表記としては「着甲始」も見られる。

## 決まり事
上泉信綱伝の『訓閲集』（大江家の兵法書を戦国風に改良）巻八「甲冑･軍器」に、儀礼についての細かな決まりが記述されており、朝日が出ると共に行われること、源義家を例にして、行うべき吉日の選定について記し（なお『訓閲集』巻八では、義家は3歳にして鎧着初を行ったと記される）、備える物（床や壁など）、東方に向くなどの方角の指定、食してはならぬもの（陣中を想定し、禁肉食・イカ・スルメ・カニ・トビウオなど、血が止まらぬとの理由から）、果物の食し方（けずり方）などの記述が成されている。
また、鎧着初が行なわれる際、鎧を着せる役となった者を、「鎧親（よろいおや）」、または「具足親」と呼称する。これは儒的形式の影響（元服時に烏帽子をかぶせる者を「烏帽子親」と呼ぶことと同じ）だが、鎧着初は元服とは同義ではない（後述の「諸例」「備考」を参照）。

## 諸例
ほぼ元服（成人式の）時期と重なり、子が武士身分を継ぐことを周囲に示す役割もある。例として、戦国武将である武田義信（信玄の嫡男）は13歳で元服し（『甲陽軍鑑』）、15歳頃（1552年）に具足始の儀を行ったと『高白斎記』には記録されており、元服から2年ほどしてから行われていることがわかる（前述の源義家も『訓閲集』には3歳で鎧着初をしたと記されており、7歳の元服とは月日の差がある）。一方で、『信長公記』巻五では、織田信長の嫡男奇妙丸は元服と同年の元亀3年（1572年）、15歳頃に具足始を行ったと記述されている。徳川家に至っては、『徳川実紀』に詳しい記録の記述がある。
近世期における他例としては、備前池田家では池田輝政以来のしきたりとして、具足始の儀式には、毎年、着用する具足と共に大包平の太刀を飾ることになっていたと記録が残されている。
明治近代化以降、身分制の廃止により士分はなくなったが、神社の年中行事として、各神社で鎧着初式が行われており、一例として、福岡市飯盛神社が挙げられる。形式として伝えられるが、実際の甲冑ではなく、軽い材質を用いたり、または初老の人の参加も見られる。飯盛神社の鎧着初式に至っては、「還暦の祝い」＝初老を過ぎた人のための行事として行われているため、前近代における儀式とは異なる。

## 備考
- 元服は「冠（日本では烏帽子）をかぶらせる行事」で、儒教の四大礼式である冠･婚･葬･祭の内の「冠」で表記されるが、具足始は武士という身分に関する行事であって、元服とは区別される。『和漢三才図会』「元服之用」の記述にも、具足始（鎧着初）に関する記述は一切見られず、同一視はしていない。
- 酒井忠挙（酒井忠清の嫡男）は真田信之（1658年没）の具足始の際、「昇梯子文革包二枚胴具足」を贈っている。酒井家が真田家に甲冑を贈った事例であり、昇梯子（のぼりはしご）文は、「高みを昇る」の意味を有する（具足始に縁起をかついだ文をあしらった逸話）[7]。